# Mesogonia
Mesogonia är ett släkte av insekter. Mesogonia ingår i familjen dvärgstritar.

## Dottertaxa tillMesogonia, i alfabetisk ordning[1]
- Mesogonia aliena
- Mesogonia apulia
- Mesogonia atramentatula
- Mesogonia attenuata
- Mesogonia azeka
- Mesogonia bicornuta
- Mesogonia braccatula
- Mesogonia brevicorne
- Mesogonia brevisula
- Mesogonia callangana
- Mesogonia cardinula
- Mesogonia charapensis
- Mesogonia emarginata
- Mesogonia evansi
- Mesogonia ferrugatula
- Mesogonia grapta
- Mesogonia involuta
- Mesogonia itaitubana
- Mesogonia ithra
- Mesogonia larvatula
- Mesogonia lobata
- Mesogonia longula
- Mesogonia ludicula
- Mesogonia monsonensis
- Mesogonia olivatula
- Mesogonia paganula
- Mesogonia pruriginosula
- Mesogonia retrorsa
- Mesogonia rondosa
- Mesogonia semicinctula
- Mesogonia semilucida
- Mesogonia stillatula
- Mesogonia suspecta
- Mesogonia tolosa
- Mesogonia valida
- Mesogonia vexativa
- Mesogonia vinnula